# هاگ، اومیا
هاگ (به سوئدی: Haga) یک منطقهٔ مسکونی در سوئد است که در بخش اومیا واقع شده‌است.